# Agustín de Argüelles
Agustín de Argüelles, född 18 augusti 1776 och död 26 mars 1844, var en spansk statsman.
Han slöt sig 1808 till de mot Napoleon I kämpande spanska patrioterna, och blev medlem av Cortes Generales och författade konstitutionsutskottets berömda betänkande till Spaniens nya frisinnade grundlag 1812. Efter Ferdinand VII:s återkomst 1814 föll även Arguelles offer för reaktionen och dömdes till 10 års tukthus. Han befriades genom revolutionen 1820 men avgick redan 1821 på grund av sin motsättning till de radikala elementen. Efter den franska interventionen 1823 flydde Arguelles till England, återvände efter amnestin 1832, blev 1837 medlem av den nyinrättade senaten och var 1841-43 förmyndare för drottning Isabella.